# Rednek
Tony Johnny Moore (Los Ángeles, California; 16 de enero de 1989), más conocido por su nombre artístico Rednek, es un productor estadounidense de música electrónica de los géneros Bass

## Carrera musical

### 2011-presente: From First to Last
A inicios del 2011, a punto de cumplir 22 años, Tony cantó "They Call Me" su primera canción, que aparece en el juego del Pro Evolution Soccer 2013 (PES 2013) y canta todas las canciones en sus álbumes.

## Álbumes
- One Year Later (2012)
- Fifty Shades Of Red (2013)
- Red Gold (2014)